# Martainneville
Martainneville là một xã ở tỉnh Somme, vùng Hauts-de-France, Pháp.

## Địa lý
Thị trấn này tọa lạc trên đường D190, khoảng 10 dặm Anh về phía tây nam của Abbeville.
Tuyến đường ray, mở cửa năm 1872, được đóng cửa năm 1993.

## Dân số
| 1962                                                           | 1968 | 1975 | 1982 | 1990 | 1999 |
| -------------------------------------------------------------- | ---- | ---- | ---- | ---- | ---- |
| 373                                                            | 400  | 384  | 334  | 321  | 343  |
| Số liệu điều tra dân số từ năm 1962, dân số không tính hai lần |      |      |      |      |      |